# 샤화위안구

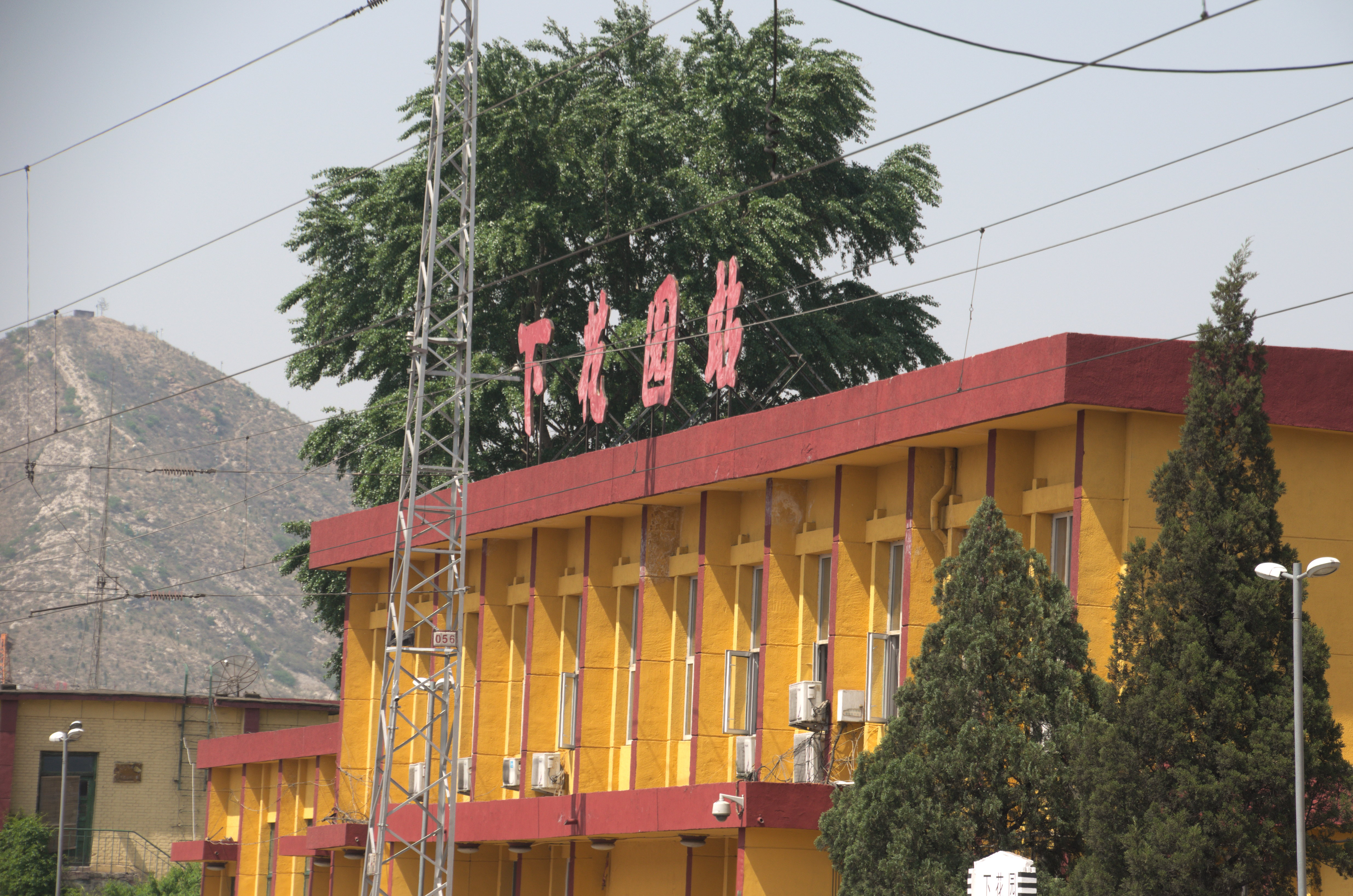

샤화위안구(한국어: 하화원구, 중국어: 下花园区, 병음: Xiàhuāyuán Qū)는 중화인민공화국 허베이성 장자커우 시의 행정구역이다. 넓이는 315km2이고, 인구는 2007년 기준으로 70,000명이다.

## 행정 구역
2개 가도, 4개 향을 관할한다.
- 가도: 城镇街道, 煤矿街道.
- 향: 花园乡, 辛庄子乡, 定方水乡, 段家堡乡